# 源氏物語 (橋幸夫のアルバム)
『源氏物語』（げんじものがたり）は、1975年5月に発売された、橋幸夫のLPでのオリジナルアルバム（SJX-208）である。

## 概要
- 平安時代に書かれた紫式部の『源氏物語』をベースにしたコンセプト・オリジナルアルバム。全曲とも千家和也が作詞し、すぎやまこういちが作曲した。橋のオリジナルアルバムには特定の作家と組んだものが幾つかあるが、本作もその一つである。
- 詞の千家とは、2年前にテレビドラマ『伝七捕物帳』（日本テレビ）の主題歌、挿入歌「向こう通るは」「江戸の花」で組み、作曲のすぎやまとは、それよりも古く1967年12月発売の「思い出のカテリーナ」（c/w「銀座であった人だから」）、1968年発売の「雨のロマン」（c/w「虹のレークタウン」）で組んでいる。独身時代の橋は、善福寺の自宅とは別に、すぎやまとは同じマンションの同一階に居住し（隣同士）、以前からつきあいがあった[2]。
- ナレーションは女優の岩下志麻が担当している。
- 編曲は、すぎやま自身が4曲、すぎやまの弟子にあたる小六禮次郎とあかのたちおが4曲と2曲を担当している。
- 千家は「僕なりの視点で詩を書いてみました。流行歌と古典との接点を見いだすなどと大それた事ではないにしても、古今を通じて愛というものは不変だなと、そんな気がしている」、すぎやまは「企画から源氏物語の勉強、詩作り、曲作り、アレンジ録音から完成まで一年半の時間を要しましたが、一つの仕事らしい仕事を仕上げた今、清清しい気分に浸っています」とコメントしている[3]。
- 本アルバムからのシングルカットはなかったが、橋の舞台では、光源氏に扮してよく唄われた[4]。
- 千家はこの後、橋に「京ごよみ -沖田総司-」（c/w「青年期」）、「噂の金四郎」（c/w「さかずき小唄」）、「おとこ酒」（c/w「今夜はどうかしているぜ」）、「人生はまだ語れない」（c/w「あの娘について」）を提供し、リバスター時代の橋にも「ささえ」を作詞し提供している。

## 収録曲
全曲 作詞：千家和也、作曲：すぎやまこういち
A面
1. こころ妻（桐壷）
編曲：すぎやまこういち
2. 母（桐壷）
編曲：すぎやまこういち
3. 女性論（帚木）
編曲：あかのたちお
4. 友達の恋人（夕顔）
編曲：小六禮次郎
5. 美少女（若紫）
編曲：すぎやまこういち

B面
1. つい誘われて（末摘花）
編曲：すぎやまこういち
2. 今ひとたびの（葵）
編曲：あかのたちお
3. 須磨の里（須磨）
編曲：あかのたちお
4. 夢枕（明石）
編曲：あかのたちお
5. 父と子（薄雲）
編曲：小六禮次郎